# Rutherford B. Hayes Presidential Center

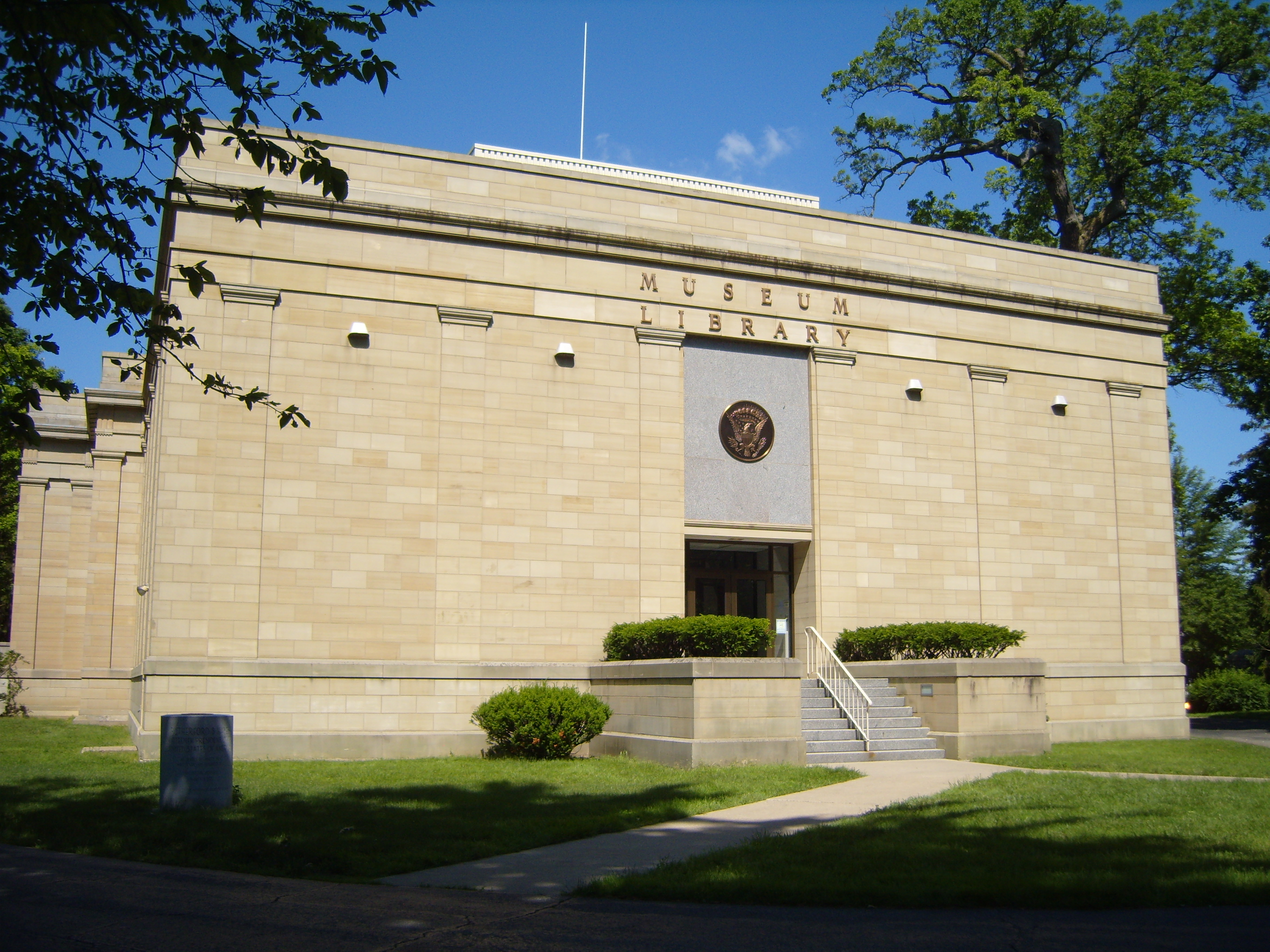
Außenansicht des Presidential Library

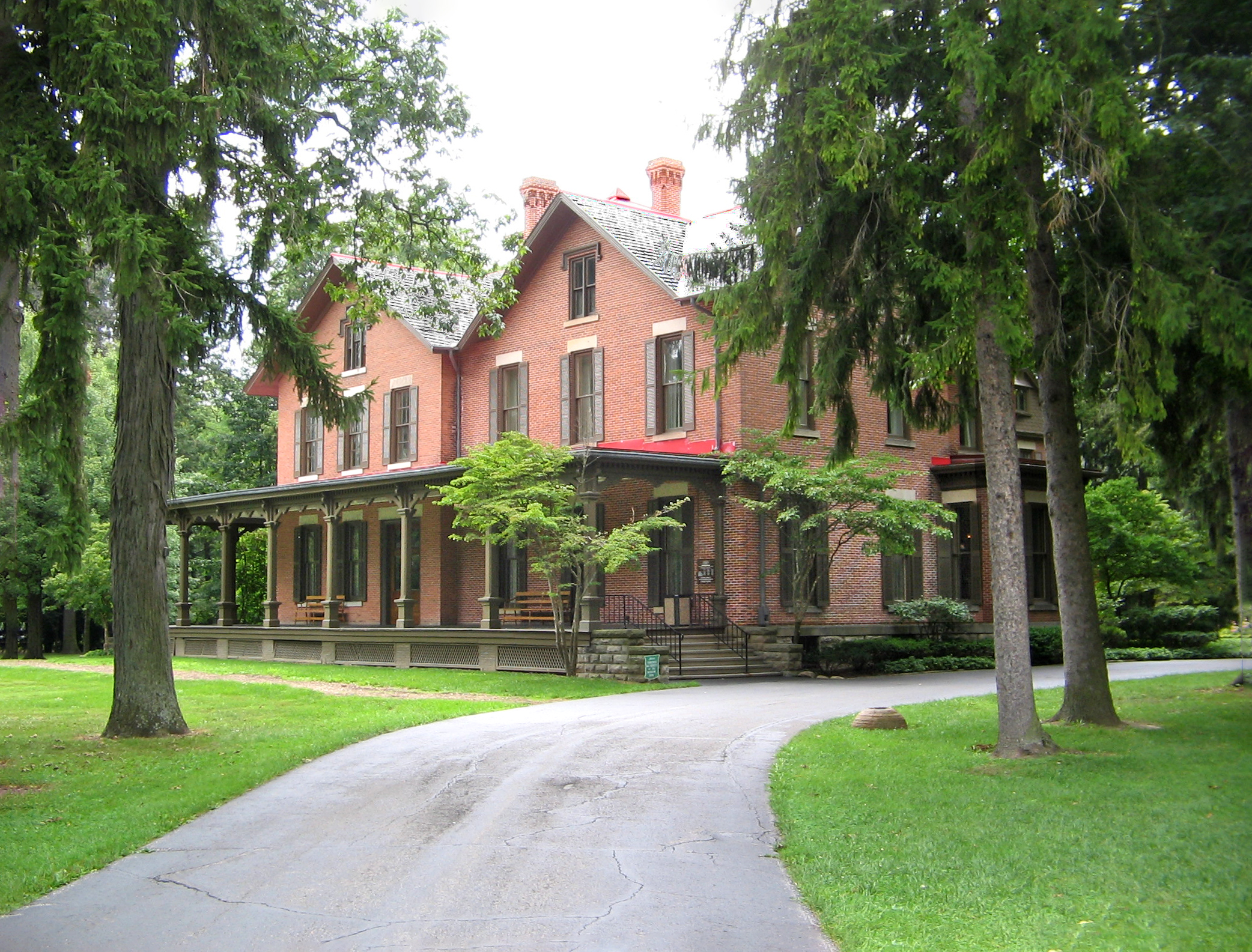
Spiegel Grove (2005)

Das Rutherford B. Hayes Presidential Center ist eine Stätte zum Gedenken an den früheren amerikanischen Präsidenten Rutherford B. Hayes in Fremont, Ohio. Sie besteht aus einer Bibliothek, der Rutherford B. Hayes Center Library, und einem Museum in Spiegel Grove, dem ehemaligen Anwesen Hayes’. Das Rutherford B. Hayes Presidential Center wurde 1916 eröffnet. Die Rutherford B. Hayes Center Library ist somit die erste eigentliche Präsidentenbibliothek und die einzige für eine Präsidentschaft des 19. Jahrhunderts.  Die Bibliothek wird von den privaten Stiftungen Ohio Historical Society und Hayes Presidential Center Inc. getragen. Franklin Delano Roosevelt führte später die Tradition ein, nach Ende einer Präsidentschaft ein Presidential Center zu errichten.
Die Bibliothek hält die zwölftausendbändige persönliche Bibliothek von Rutherford B. Hayes sowie Archivmaterial seiner militärischen und politischen Karriere, insbesondere seiner Präsidentschaft 1877–81. Die Bibliothek enthält mittlerweile 70 Tausend Bände sowie Zeitungen und Zeitschriften aus der Zeit vom Sezessionskrieg bis zum Vorabend des Ersten Weltkriegs.
Das Anwesen Spiegel Grove hat seit Januar 1964 den Status einer National Historic Landmark. Im Oktober 1966 wurde es unter der Bezeichnung Rutherford B. Hayes House als Bauwerk in das National Register of Historic Places eingetragen.

## Besucher
Die Bibliothek ist öffentlich und der Eintritt kostenlos. Sie ist Montag bis Samstag von 9 bis 15 Uhr geöffnet, außer an Feiertagen.  Der Lesesaal befindet sich im zweiten Stock.  Behinderte können der Bibliothek ihren Besuch anmelden um notwendige Hilfestellung zu erhalten. Begrenzte Forschungsaufträge werden gegen Gebühr bearbeitet. Adresse: Spiegel Grove, Fremont Ohio, 43420.

## Besonderheit
Die Bibliothek hat die Interessen Rutherford B. Hayes weiterverfolgt und konzentriert sich einerseits auf die Geschichte der USA 1850 bis 1917, insbesondere den amerikanischen Bürgerkrieg, den Wiederaufbau, den Spanisch-Amerikanischen Krieg, die Eisenbahn, Bildung, die Geschichte der Schwarzen und die Beziehungen zwischen den Indianern und der Regierung. Andererseits ist die Geschichte Ohios insbesondere des Sandusky River Valleys und des Nordwestens von Interesse. Es existiert eine umfangreiche genealogische Sammlung. Die Bibliothek enthält nicht nur Geschichtsbücher zu fast jedem County Ohios, sondern auch zu vielen Countys aus anderen Bundesstaaten, sie vergrößert ihre Bestände hierzu ständig und Schenkungen oder Nachlässe sind immer willkommen. Die Materialien werden auch online verfügbar gemacht. 